# Prümzurlay
Prümzurlay ist ein staatlich anerkannter Erholungsort im Eifelkreis Bitburg-Prüm in Rheinland-Pfalz und Teil des deutsch-luxemburgischen Naturparks Südeifel. Die Ortsgemeinde gehört der Verbandsgemeinde Südeifel an. Der Ort ist bekannt für die zwischen Prümzurlay und Irrel liegenden Irreler Wasserfälle der Prüm sowie die bis zu 50 m hohen Lias-Sandsteinfelsformationen am Rande des engen Tales. In der Nähe der Ruine der Prümerburg wurde ab dem Jahr 1960 das erste Bungalow-Feriendorf Deutschlands erbaut, der heutige Ortsteil Prümerburg. Zu Prümzurlay gehört zudem der Wohnplatz Laeisenhof.

## Geschichte

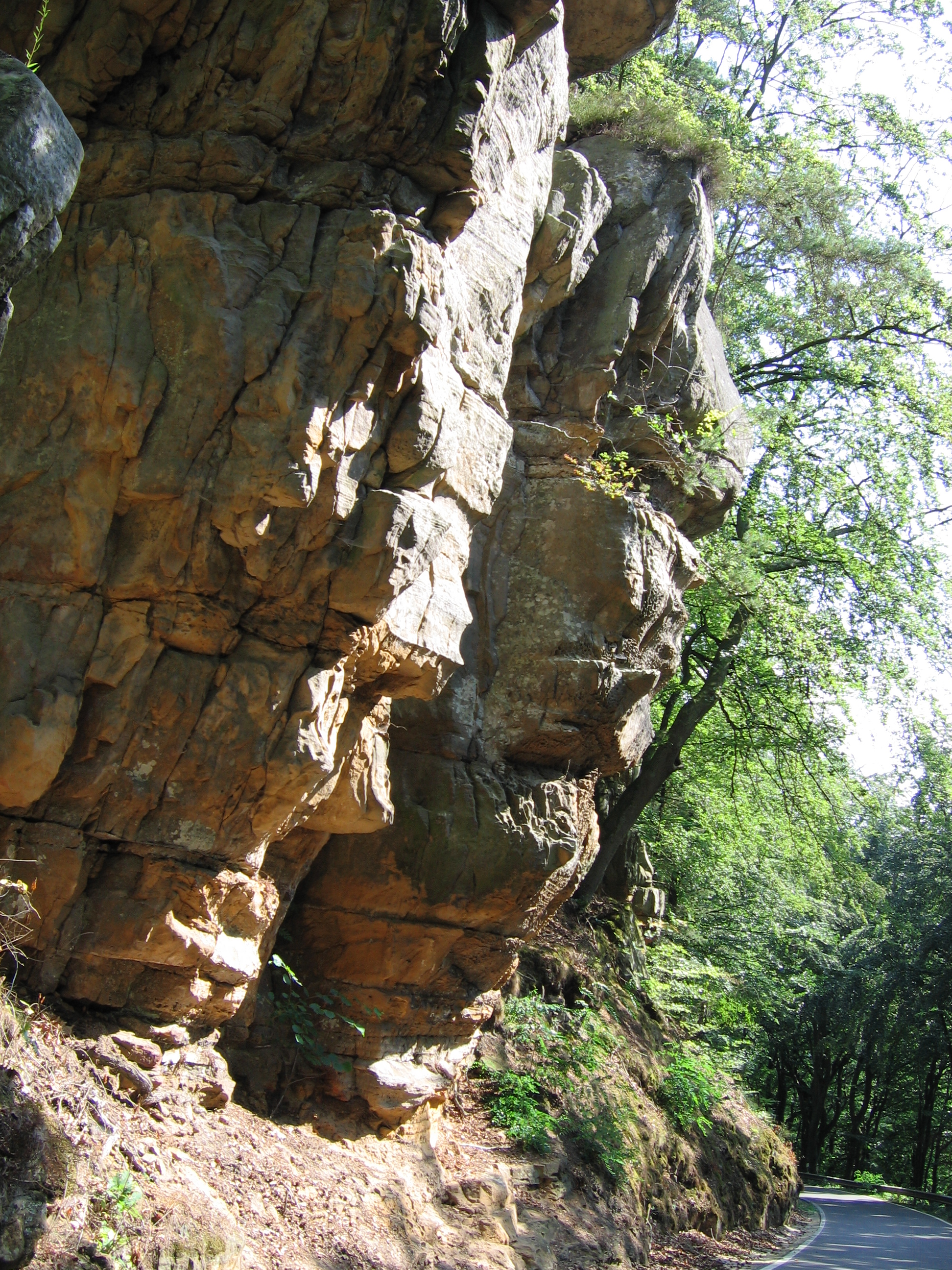
Typischer Lias-Sandsteinfelsen zwischen Prümzurlay und dem Ortsteil Prümerburg

Im Jahre 798/802 n. Chr. wurde der heutige Ort Prümzurlay erstmals in einer Schenkungsurkunde der Abtei Echternach als „Prumia“ erwähnt. Ansiedlungen an gleicher Stelle existieren vermutlich schon wesentlich länger. Belege dafür finden sich in den Resten einer römischen Villa im Distrikt Mausebach sowie in den vorgeschichtlichen und später vermutlichen von den Kelten (Treverer) genutzten Wallburgen im Ortsteil Prümerburg.
Die Geschichte des Ortes Prümzurlay ist eng mit der Prümerburg verbunden. Prümzurlay wird von einer sehr engen Tallage geprägt. Die auf einem 40 m hohen Sandsteinfelsen gelegene Prümerburg überragt das gesamte Tal und bietet einen optimalen Überblick.
Es wird angenommen, dass die ersten Einwohner des Ortes Abhängige der Herren der Burg waren, dies ist jedoch historisch nicht belegt.
Über die Zeit des frühen Mittelalters ist sehr wenig bekannt. Erst 1658 finden sich wieder Aufzeichnungen über „Prum zur Layen“. Es zeigen sich die Folgen des Niederländisch-Französischen Krieges (sic): es gibt nur noch eine lebende männliche Person im Ort.
Um das Jahr 1810 findet im Münsterwald durch einen großen Hangrutsch eine völlige Verschüttung statt. Die Prüm staut sich. Wie die Ortschronik berichtet, herrschte damals große Angst in der Bevölkerung, dass es zur Bildung eines Sees und zum Untergang Prümzurlays kommen könnte. Es ist anzunehmen, dass die Prümer Wasserfälle (heute oft „Irreler Wasserfälle“), die in diesem Bereich zu finden sind, damals ihre heutige Gestalt annahmen.

### Ortsteil Prümerburg
In der Nähe der Burgruine „Prümerburg“ entstand ab dem Jahr 1960 die Bungalowsiedlung „Feriendorf Prümerburg“. Auf einer Gesamtfläche von rund 180.000 Quadratmeter wurden 84 Ferienhäuser erbaut. Es handelte sich dabei um die erste Siedlung dieser Art in der Bundesrepublik.

### Entstehung des Ortsnamens

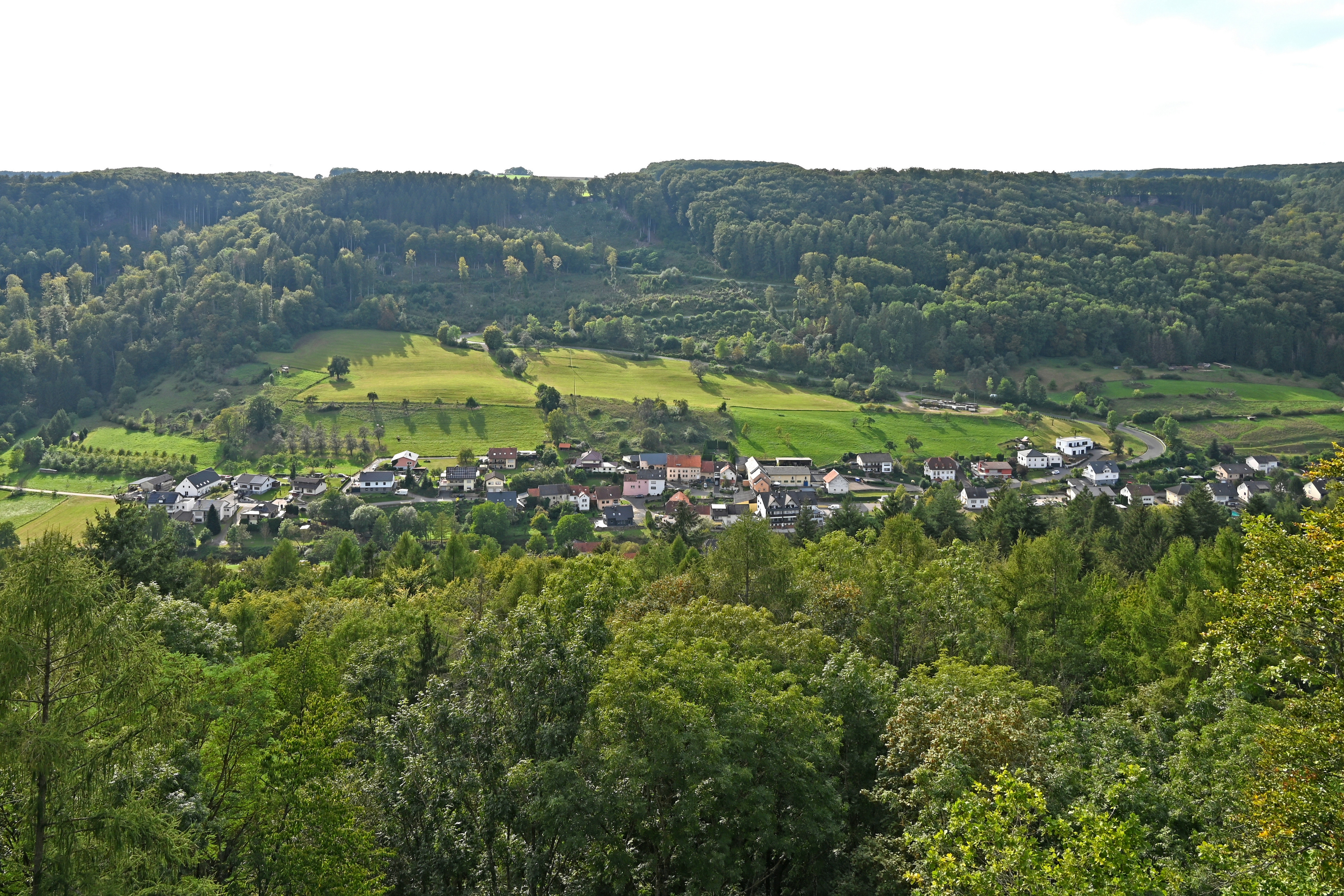
Prümzurlay, Ortsansicht von Prümerburg aus

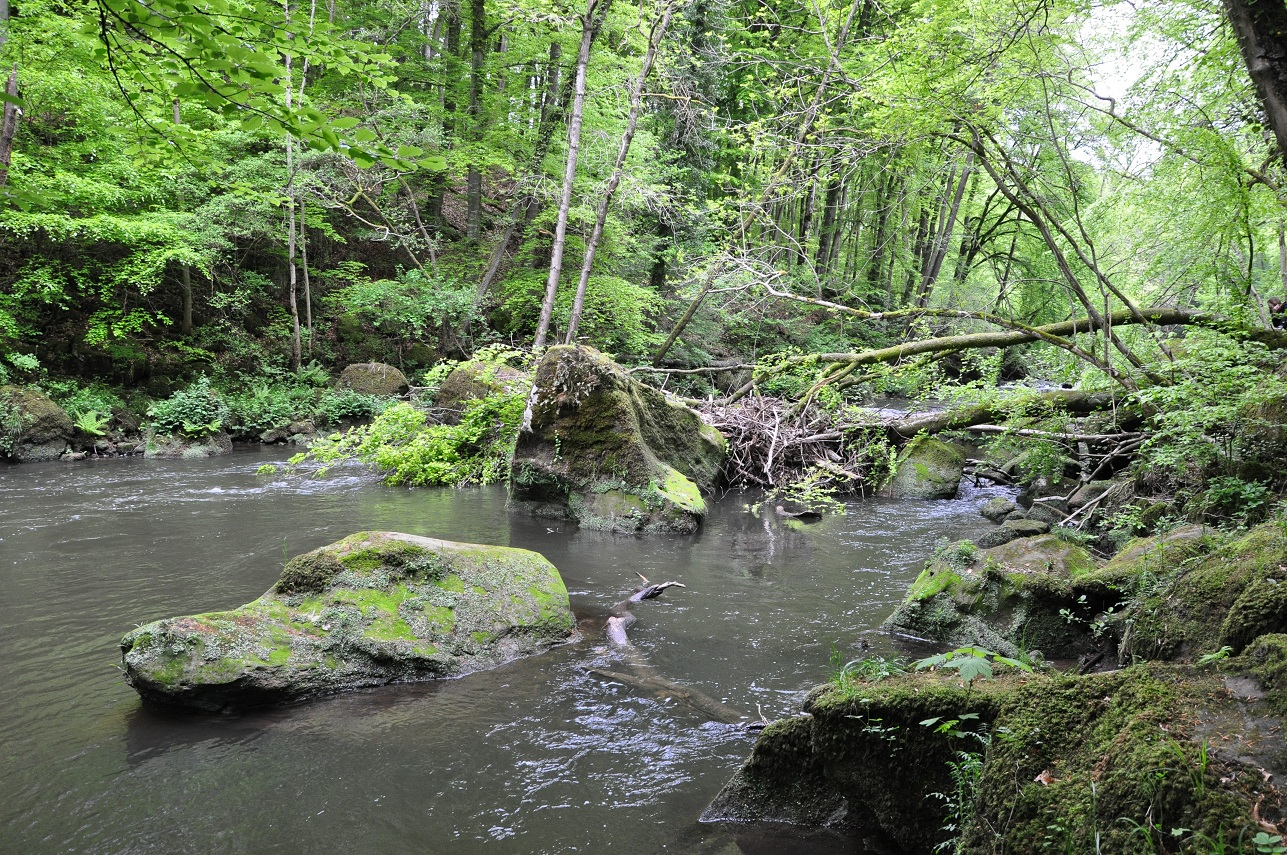
Die Prüm zwischen Prümzurlay und Irrel

Der Name „Prümzurlay“ wurde von dem den Ort durchfließenden Fluss „Prüm“ sowie dem Moselfränkischen Wort „Layen“ geprägt. Der Begriff „Layen“, oder in der Einzahl „Lay“, bezeichnet die eindrucksvollen Sandsteinformen in der Umgebung Prümzurlays. Am bekanntesten ist hier die Teufelsschlucht (Eifel), etwa 3 km von Prümzurlay entfernt.
Der Name des Ortes war im Laufe der Geschichte vielfältigen Veränderungen unterworfen. Prümzurlay gehörte immer zu einer Grenzregion und wechselte häufig die Herrschaft (luxemburgisch, französisch), bis es schließlich 1815 endgültig Preußen zugeschlagen wurde. Dies spiegelt sich im Ortsnamen wider. Wurde Prümzurlay ursprünglich als „Prumia“ erwähnt, veränderte sich dies unter anderem über „Proeme zur Leyen“ und das französische „Prume sur Leyen“, bis der Name die heutige Form annahm.
Andererseits gibt es auch eine mögliche und einfache sprachwissenschaftliche Begründung für den Ortsnamen.
Das altdeutsche Wort lei/ley/lay bedeutet Felsen, was dem Felsenreichtum des Ortes sowie seiner Umgebung entspricht. Durch den Ort fließt der Fluss Prüm. Alles zusammen ergibt: Der Fluss Prüm bei den Felsen, Prüm zur Layen, Prümzurlay.

### Bevölkerungsentwicklung
Die Entwicklung der Einwohnerzahl der Gemeinde Prümzurlay; die Werte von 1871 bis 1987 beruhen auf Volkszählungen:
| Jahr | Einwohner |
| ---- | --------- |
| 1815 | 76        |
| 1835 | 220       |
| 1871 | 205       |
| 1905 | 205       |
| 1939 | 249       |
| 1950 | 217       |
| 1961 | 247       |

| Jahr | Einwohner |
| ---- | --------- |
| 1970 | 305       |
| 1987 | 410       |
| 1997 | 535       |
| 2005 | 547       |
| 2011 | 503       |
| 2017 | 546       |
| 2019 | 572       |

## Politik

### Gemeinderat
Der Gemeinderat in Prümzurlay besteht aus zwölf Ratsmitgliedern, die bei der Kommunalwahl am 9. Juni 2024 in einer Mehrheitswahl gewählt wurden, und dem ehrenamtlichen Ortsbürgermeister als Vorsitzendem.

### Bürgermeister
Antonio Canu wurde am 11. Juli 2024 Ortsbürgermeister von Prümzurlay. Da bei der Direktwahl am 9. Juni 2024 kein gültiger Wahlvorschlag eingereicht wurde, oblag die Neuwahl des Bürgermeisters gemäß rheinland-pfälzischer Gemeindeordnung dem Rat, der sich auf seiner konstituierenden Sitzung für Antonio Canu entschied.
Canus Vorgänger Alfred Blasen hatte das Amt 2015 übernommen. Zuvor war Wolfgang Herz Ortsbürgermeister der Gemeinde.

### Wappen
| Wappen von Prümzurlay | Blasonierung: „In silber ein goldgezungt- und -bewehrter steigender roter Löwe, im Schildhaupt ein blauer, oben gezinnter Balken, im Schildfuß ein blauer Wellenbalken.“ |
| Wappen von Prümzurlay | Wappenbegründung: 1. Zinnenkranz im Wappenschild in blau auf silbernem Grund: Zur Ortsgemeinde Prümzurlay gehört die Prümerburg. Ruinenteile (Turm und Giebel) liegen über dem Tal, in das sich der Ort Prümzurlay eingebettet hat. Die Prümerburg prägt maßgeblich das Ortsbild von Prümzurlay. 2. Heraldischer Löwe in rot mit goldener Zunge und goldenen Krallen auf silbernem Grund: Der Löwe ist dem Wappen der Familie von der Heyden, den früheren Grundherrn Prümzurlays, entnommen. 3. Wellenschlag in blau auf silbernem Grund: Darstellung des Flusses „Prüm“, der durch den Ort Prümzurlay fließt und auch den Ortsnamen bestimmt. |

## Verkehr
Der Ort wird von der parallel zur Prüm verlaufenden Landesstraße 4 durchquert. Diese kreuzt in der Ortsmitte die Kreisstraße 21. Teile beider Straßen gehören in der Gemarkung Prümzurlay zur Land & Kultur Route Eifel.

## Persönlichkeiten aus dem Ort
- Petrus Borne (1910–1976), Benediktinermönch, Abt von Tholey, Abtpräses der Beuroner Kongregation